# Torsten Ekbom
Torsten Gunnar Ekbom, född 6 februari 1938 i Stockholm, död 27 maj 2014 i Uppsala, var en svensk författare, essäist, kritiker och översättare. Han var son till Karl-Axel Ekbom och bror till Karl Ekbom samt kusin till Suzanne Osten. 
Ekbom var en av medlemmarna i konstnärsgruppen Svisch som uppförde litterära happenings och gjorde utställningar med konkret poesi. Hans tidiga romaner får ses i sammanhang med den franska så kallade nya romanen och med diskussionen om den "öppna konsten" båda fenomen som kulminerade i 1960-talets början. Ekbom studerade såväl musik som filosofi och var en tid verksam som konstkritiker, vid sidan av en epok som litteraturkritiker på Dagens Nyheter. Han var även redaktionsmedlem i tidskriften Rondo 1961–1965 och i den litterära kalendern Gorilla 1967. Essäsamlingar som Bildstorm och Experimentfälten behandlar det sena 1800-talets och tidiga 1900-talets modernism, där särskilt korsbefruktningarna mellan olika konstarter har tagits upp och analyserats på en klar, stram prosa. Ekbom skrev även böcker om Samuel Beckett, Franz Kafka och John Cage.
Ekbom var gift med Maud Ekbom. Han är begravd på Uppsala gamla kyrkogård.

### Översättningar
- 1965 – Samuel Beckett: Watt (Watt) (Gebers)
- 1966 – John Cage: Om ingenting (texter valda och översatta av Torsten Ekbom och Leif Nylén) (Bonniers)
- 1968 – William S. Burroughs: Nova express (Nova express) (Bonniers)
- 1987 – Giorgio de Chirico: Hebdomeros (Hebdoméroc) (Galerie Blanche)
- 1989 – Raymond Roussel: Locus Solus (Locus Solus) (Författarförlaget)
- 2014 – Sällsamma historier (Cuentos breves y extraordinarios) ([sammanställd av] Jorge Luis Borges, Adolfo Bioy Casares) (Rönnells antikvariat)

## Priser och utmärkelser
- 1965 – Litteraturfrämjandets stipendiat
- 1966 – Albert Bonniers stipendiefond för yngre och nyare författare
- 1980 – Gun och Olof Engqvists stipendium
- 1985 – Axel Liffner-stipendiet
- 1992 – Lotten von Kraemers pris
- 1996 – Gerard Bonniers essäpris
- 1999 – Kellgrenpriset
- 2005 – Axel Hirschs pris
- 2011 – Svenska Akademiens essäpris